# Hythe (Kent)
Hythe is een civil parish en oude havenstad in het Engelse graafschap Kent.
Hythe telt 14.516 inwoners. De naam Hythe komt van het oud Engels en betekent "Haven" of ladingsplaats.  
Hythe is gelegen aan de kust en naast de Romney March, ook Royal Military Canal, gebouwd tussen 1804 en 1809, loopt door de plaats.
Hythe werd vroeger verdedigd door de kastelen Saltwood en Lympne. De plaats behoort tot de zogenaamde federatie van historische kuststeden onder de naam Cinque Ports. 

## Bezienswaardigheden
Enkele bezienswaardigheden in Hythe zijn: 
- Romney, Hythe & Dymchurch Railway (RHDR)
- Royal Military Canal
- Saltwood Castle
- Martello Torens (deel van de oude verdedigingswerken)

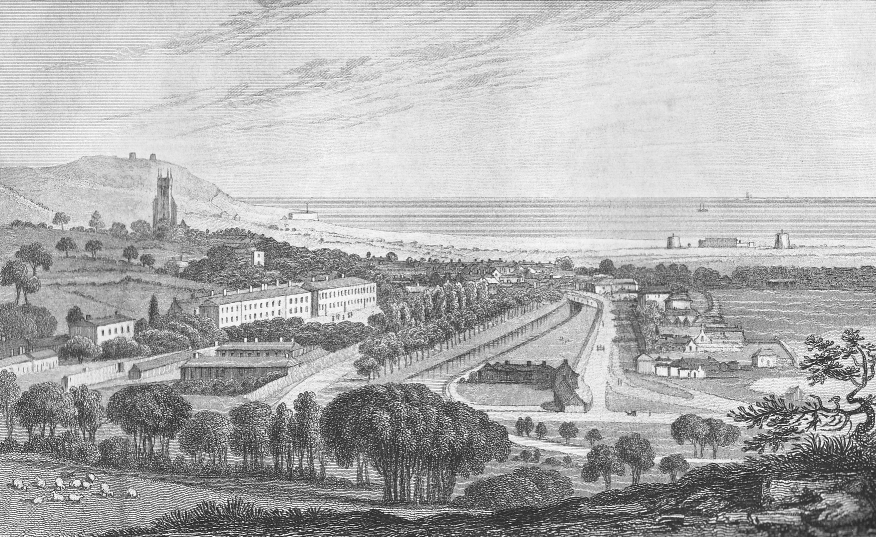
Zicht op Hythe omstreeks 1830

- Port Lympne Wild Animal Park